# Nodeland
Nodeland è un villaggio della Norvegia, situato nella municipalità di Kristiansand, nella contea di Agder.